# 埃爾伯塔 (紐約州)
埃爾伯塔（英語：Elberta）是位於美國紐約州尼亞加拉縣的非建制地區。

## 地理
埃爾伯塔所處的海拔為高於海平面99米（即325英呎），而該地所採用的時區為UTC-5，即北美东部时区（EST）。同時該地設有夏令時間，為UTC-5調快一小時，即UTC-4（EDT）。